# ستاره نانچانگ
ستاره نانچانگ (به چینی: 南昌之星摩天轮) نام بزرگترین چرخ و فلک کشور چین و سومین چرخ و فلک بزرگ جهان است. این چرخ و فلک ۱۶۰ متری که در شهر نانچانگ قرار دارد، از سال مه ۲۰۰۶ تا مارس ۲۰۰۸ عنوان بلندتین چرخ و فلک دنیا را به خود اختصاص داد. در این زمان بود که پرنده سنگاپوری با ۱۶۵ متر ارتفاع، این لقب را از آن گرفت.